# آنکر سورنسن
آنکر سورنسن (دانمارکی: Anker Sørensen؛ ‏ ۳ مهٔ ۱۹۲۶ – ۱۹ اوت ۲۰۱۰) کارگردان فیلم، تدوین‌گر و فیلم‌نامه‌نویس اهل دانمارک بود.
از فیلم‌هایی که وی در آن‌ها نقش داشته‌است، می‌توان به زمستان آخر، زنت را به من قرض بده و قصر اشاره نمود.